# Rebecca Staab
Rebecca Ann Staab (ur. 27 lipca 1961 w Hays w stanie Kansas, USA) – amerykańska aktorka filmowa i telewizyjna. Została wybrana na Miss Nebraska w 1980 roku.

## Wybrana filmografia
- Gotowe na wszystko (2009) jako Stephanie (sezon 6, odcinek 5; gościnnie)
- Loving (1983–1995) jako Cecilia Thoompson Sowolsky #1 (1985)
- Columbo: Fałszywy alarm (1990, Columbo: Columbo Cries Wolf) jako Tina
- Dark Shadows (1991) jako Daphne Harridge Collins
- Zawód pan młody (1991, The Marrying man) jako Arlene
- Eliksir miłości (1992, Love Potion No. 9) jako Cheryl
- Fantastyczna Czwórka (1994, The Fantastic Four) jako Susan „Sue” Storm
- Live Shot (1995–1996) jako Sherry Beck
- Quiet Days in Hollywood (1997) jako Ameilie
- TNT (1998, T.N.T.) jako Jamie Wheeler
- Stray Bullet (1998) jako Stella
- Belfer 3 (1999, Substitute 3: The Winner Takes All) jako Profesor Nicole Stewart